# Суплес (борьба)

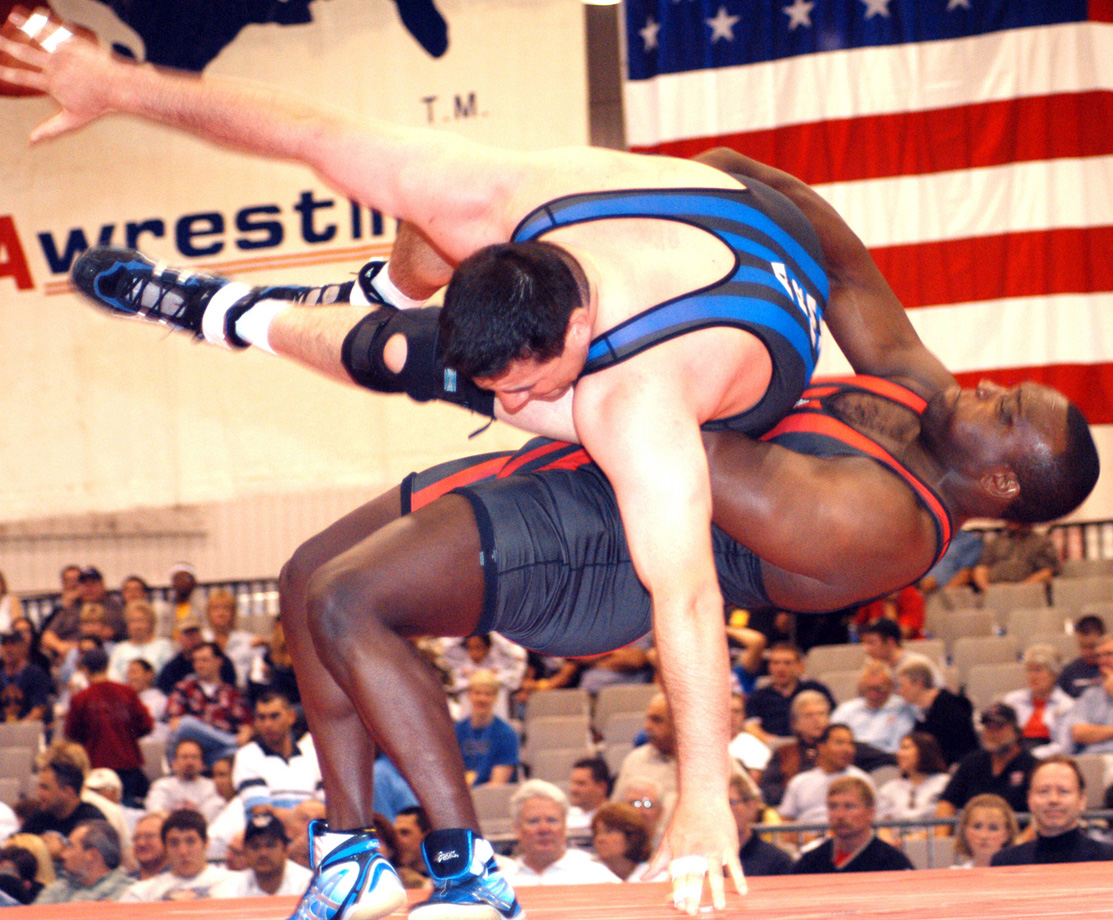

Супле́с (фр. souplesse — гибкость, мягкость), также супле́кс (англ. suplex) — бросок в спортивной борьбе и рестлинге. В современном русском языке чаще употребляется термин бросок прогибом. Бросок выполняется в падении, с помощью прогиба атакующим своего туловища назад. Это сложный приём с большой амплитудой полёта и вынужденным падением назад вместе с соперником.

## Общее описание
При выполнении броска атакующий захватывает туловище (туловище и руку, руки в разных комбинациях) своего противника, стоящего лицом или боком к атакующему, подсаживаясь отрывает его тело от земли, и прогибаясь назад, перебрасывает противника через себя, в подавляющем большинстве немного скручивая в одну сторону. Бросок прогибом возможен и тогда, когда противник стоит спиной к атакующему (или поднят из партера); такой приём как обратный пояс тоже осуществляется за счёт прогиба.
Наибольшее распространение приём получил в греко-римской борьбе и впоследствии в вольной борьбе, как эффективный в видах борьбы без одежды. В видах борьбы в одежде применяется реже, хотя в общем ничего не мешает его применять. В самбо, которое заимствовало этот бросок в греко-римской борьбе, для таких бросков принято название броски через грудь; в дзюдо бросок носит название ура нагэ и входит в перечень, утверждённый Кодокан. В тех видах борьбы, где разрешено использование ног, бросок может проводиться с помощью ног в виде подсада бедром. Бросок нередко используется и в смешанных боевых искусствах. Широкое распространение суплесс получил в реслинге, как весьма эффектный бросок, и где он известен как суплекс (утверждается, что новый термин произошёл от растянутого произношения Гордона Солье, известного комментатора реслинга и дальнейшего неправильного повторения). Суплекс в реслинге имеет очень большое количество зрелищных разновидностей, нередко малоприменимых в практических условиях.

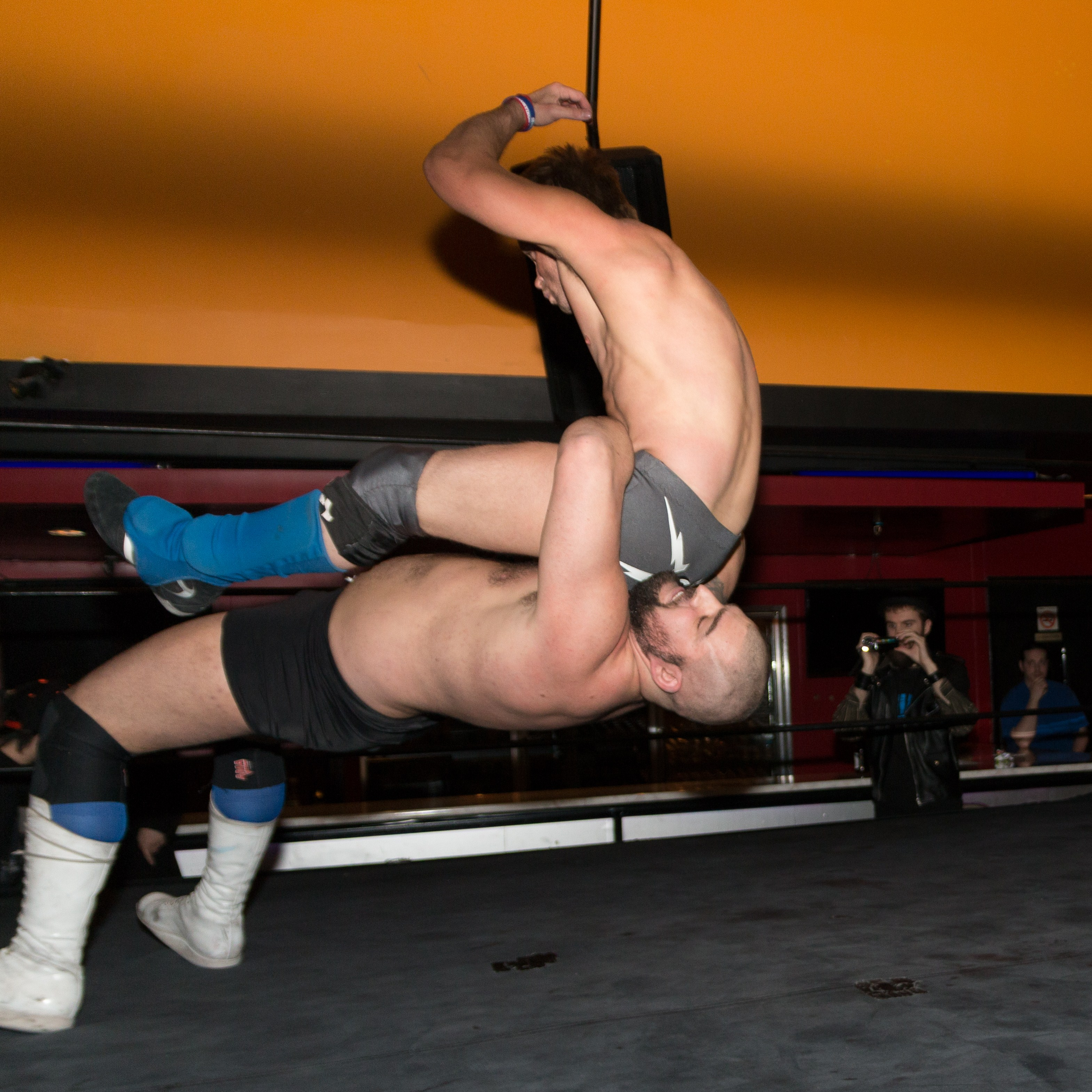
«Немецкий суплекс» в реслинге

Бросок может использоваться как самостоятельный приём и как контрприём (часто от бросков, которые противник проводит с разворотом: бросков через бедро, спину и т. п.). Против суплеса применяются различные контрприёмы, в том числе и встречный бросок прогибом, но отдельно следует отметить накрывание, когда атакуемый борец не позволяет себя перебросить и накрывает сверху соперника, который находится в момент исполнения приёма спиной к ковру.
Для успешного проведения приёма требуется большая мышечная сила, особенно мышц-разгибателей спины и ног, координация собственных движений в почти полном отсутствии возможности зрительно анализировать действия, и наконец, отсутствие страха перед падением назад. Для преодоления страха перед броском в обучении используются специальные методики, предусматривающие в частности использование мягких матов

## Разновидности броска

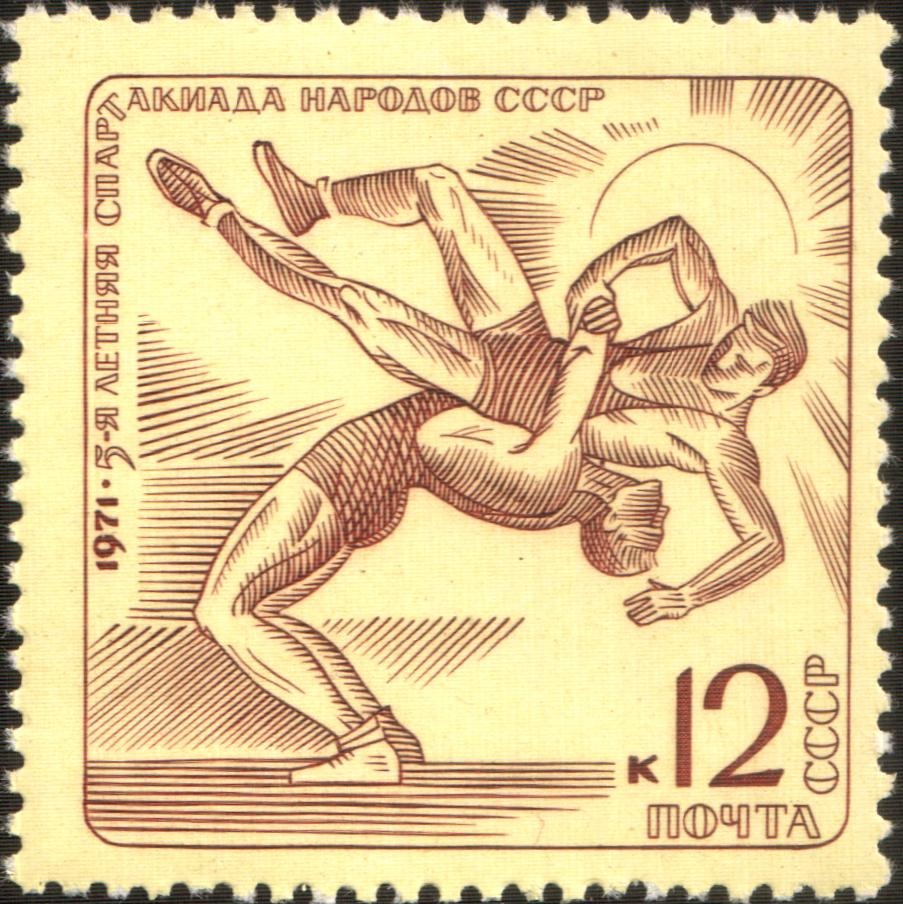
Бросок с захватом туловища

В греко-римской и вольной борьбе бросок делится на две категории по методу его исполнения: с использованием полумоста (когда атакующий в процессе исполнения броска упирается головой или плечом в ковёр) и без полумоста (когда атакующий не касается ковра головой или плечом). Также можно отделить друг от друга броски с зависанием (когда бросок делится на две фазы: отрыва противника от ковра с подготовкой броска и собственно броска) и без зависания, когда бросок представляет собой слитное единое действие.
Основные разновидности броска в греко-римской и вольной борьбе:
- бросок с захватом руки и туловища, при котором атакующий одной рукой осуществляет захват туловища противника, а второй рукой захват и туловища, и прижатой к нему руки;
- бросок с захватом туловища, при котором атакующий обеими руками захватывает туловище противника;
- бросок с захватом за руку и туловище, когда атакующий одной рукой осуществляет захват туловища противника, а сгибом второй руки захватывает разноимённую руку противника в районе плеча сверху;
- бросок с захватом за руку и туловище сбоку, когда атакующий одной рукой осуществляет захват туловища противника, а сгибом второй руки захватывает одноимённую руку противника в районе плеча сбоку;
- бросок с захватом за руки сверху, при котором атакующий захватывает в сгиб сверху обе руки противника;
- бросок с захватом за плечо и шею сверху, когда одной рукой атакующий захватывает разноимённое плечо противника, а второй шею противника, пропуская голову противника под мышку.

## Примеры применения

Фотография «Броска века». 6 сентября 1972 года

Суплес часто применяется борцами в ходе соревнований. Так, «бросок века», который совершил 110-килограммовый Вильфрид Дитрих в ходе олимпийского турнира по греко-римской борьбе 1972 года, бросив 200-килограммового Криса Тэйлора, был именно суплес. Борис Гуревич стал олимпийским чемпионом 1952 года накрыв за несколько секунд до конца финальной встречи проводящего суплес Игнацио Фабру. Специалистом по броску считался Милиан Эктор, олимпийский чемпион 1992 года

## Бросок в литературе
Свисток арбитра — и на пестром ковре началась борьба… Под веселое оживление борчихи принимали курьезные позы, долженствовашие, видимо, изображать известные приемы французской борьбы. «Тур-де-тет», «суплес», «тур-де-ганш» так и мелькали на ковре— Ф. С. Богородский Восп. художника о Нижегород. ярмарке.